# Lycanthropy
Albums de Patrick Wolf
Wind in the Wires
(2005)
Singles
1. To the Lighthouse (pas de sortie en commerce, juste un clip)
Sortie : 2003

Lycanthropy est le premier album du chanteur et compositeur anglais Patrick Wolf.
L'album est musicalement plus mixé et contient plus d'effets que les albums suivants. La guitare acoustique est aussi beaucoup plus présente, cet instrument ayant pratiquement disparu des albums suivants au profit du ukulele baryton.
De nombreux titres ont rapport aux loups ou aux lycanthropes de manière sous-jacente. Certains titres ont des paroles sombres et matures, comme The Childcatcher qui raconte l'histoire d'un garçon pourchassé par un prédateur sexuel, ou Lycanthropy qui examine les troubles de l'identité sexuelle.

## Liste des chansons
Toutes les chansons sont écrites et composées par Patrick Wolf.
| 1.    | Prelude           | 1:31 |
| 2.    | Wolf Song         | 3:27 |
| 3.    | Bloodbeat         | 3:50 |
| 4.    | To the Lighthouse | 4:05 |
| 5.    | Pigeon Song       | 3:34 |
| 6.    | Don't Say No      | 4:02 |
| 7.    | The Childcatcher  | 4:27 |
| 8.    | Demolition        | 6:07 |
| 9.    | London            | 3:53 |
| 10.   | Paris             | 4:46 |
| 11.   | Peter Pan         | 1:53 |
| 12.   | Lycanthropy       | 4:10 |
| 13.   | A Boy Like Me     | 3:29 |
| 14.   | Epilogue          | 2:06 |
| 51:22 |                   |      |